# King’s Cross St. Pancras metróállomás
A King’s Cross St. Pancras a londoni metró egyik állomása az 1-es zónában, a Circle line, a Hammersmith & City line, a Metropolitan line, a Northern line, a Victoria line és a Piccadilly line érinti.

## Története
1863. január 10-én nyitották meg a világ első földalattijának (Metropolitan line) állomásaként. 1906-ban a mai Piccadilly linehoz, 1907-ben a Northern linehoz, 1968-ban a Victoria linehoz tartozó állomást adták át.
1949-től a Circle line, 1990-től a Hammersmith & City line vonatai is érintik.

## Forgalom
| Járat | Útvonal | Gyakoriság       |
| ----- | --- | ---------------- |
|       | Hammersmith – Goldhawk Road – Shepherd’s Bush Market – Wood Lane – Latimer Road – Ladbroke Grove – Westbourne Park – Royal Oak – Paddington – Edgware Road – Baker Street – Great Portland Street – Euston Square – King’s Cross St. Pancras – Farringdon – Barbican – Moorgate – Liverpool Street – Aldgate – Tower Hill – Monument – Cannon Street – Mansion House – Blackfriars – Temple – Embankment – Westminster – St. James’s Park – Victoria – Sloane Square – South Kensington – Gloucester Road – High Street Kensington – Notting Hill Gate – Bayswater – Paddington – Edgware Road | 10-15 percenként |
|       | Hammersmith – Goldhawk Road – Shepherd’s Bush Market – Wood Lane – Latimer Road – Ladbroke Grove – Westbourne Park – Royal Oak – Paddington – Edgware Road – Baker Street – Great Portland Street – Euston Square – King’s Cross St. Pancras – Farringdon – Barbican – Moorgate – Liverpool Street – Aldgate East – Whitechapel – Stepney Green – Mile End – Bow Road – Bromley-by-Bow – West Ham – Plaistow – Upton Park – East Ham – Barking | 8-10 percenként  |
|       | Aldgate – Liverpool Street – Moorgate – Barbican – Farringdon – King’s Cross St. Pancras – Euston Square – Great Portland Street – Baker Street – Finchley Road – Wembley Park – Preston Road – Northwick Park – Harrow-on-the-Hill (– tovább Chesham, Watford, Uxbridge és Amersham felé) | 3-5 percenként   |
|       | (High Barnet és Edgware felől –) Camden Town – Euston – King’s Cross St. Pancras – Angel – Old Street – Moorgate – Bank – London Bridge – Borough – Elephant & Castle – Kennington – Oval – Stockwell – Clapham North – Clapham Common – Clapham South – Balham – Tooting Bec – Tooting Broadway – Colliers Wood – South Wimbledon – Morden | 2-3 percenként   |
|       | Walthamstow Central – Blackhorse Road – Tottenham Hale – Seven Sisters – Finsbury Park – Highbury & Islington – King’s Cross St. Pancras – Euston – Warren Street – Oxford Circus – Green Park – Victoria – Pimlico – Vauxhall – Stockwell – Brixton | 2-3 percenként   |
|       | Cockfosters – Oakwood – Southgate – Arnos Grove – Bounds Green – Wood Green – Turnpike Lane – Manor House – Finsbury Park – Arsenal – Holloway Road – Caledonian Road – King’s Cross St. Pancras – Russell Square – Holborn – Covent Garden – Leicester Square – Piccadilly Circus – Green Park – Hyde Park Corner – Knightsbridge – South Kensington – Gloucester Road – Earl’s Court – Barons Court – Hammersmith – Turnham Green – Acton Town (– tovább Uxbridge, Heathrow felé) | 2-3 percenként   |

## Átszállási kapcsolatok
| Állomás                  | Átszállási kapcsolatok |
| ------------------------ | --- |
| King’s Cross St. Pancras | Thameslink, National Rail (King’s Cross pályaudvar és St. Pancras pályaudvar) Helyi buszok (King’s Cross Station, St. Pancras International Station) |

## Fordítás
- Ez a szócikk részben vagy egészben  a   King’s Cross St. Pancras tube station című angol Wikipédia-szócikk fordításán alapul.  Az eredeti cikk szerkesztőit annak laptörténete sorolja fel. Ez a jelzés csupán a megfogalmazás eredetét és a szerzői jogokat jelzi, nem szolgál a cikkben szereplő információk forrásmegjelöléseként.